# Onchozerkose
Onchozerkose oder Onchozerkiasis ist eine in den tropischen Gebieten Afrikas und Amerikas vorkommende Krankheit des Menschen. Die chronische Krankheit wird durch Filarien der Art Onchocerca volvulus aus der Gruppe der Fadenwürmer verursacht und führt bei etwa 10 Prozent der Erkrankten zur unheilbaren Erblindung, der sogenannten Flussblindheit. Nach Angaben der Christoffel Blindenmission sind weltweit rund 30 Millionen Menschen mit Filarien infiziert, von denen über 99 Prozent in Afrika leben. Der Name Flussblindheit geht auf den Übertragungsort der Krankheit zurück, da Kriebelmücken als Zwischenwirte fungieren.

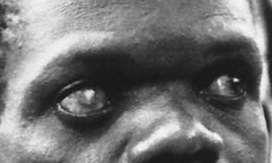
Durch Onchozerkose eingetrübte Augen eines erblindeten Betroffenen

Flussblindheit zählt zu den sogenannten Big Five, den fünf häufigsten Vernachlässigten Tropischen Krankheiten, die auch als NTDs (engl. neglected tropical disease) bezeichnet werden und gemeinsam 90 Prozent der armutsassoziierten Tropenkrankheiten ausmachen.
Die Erblindung entsteht durch das Absterben der Würmer (die durch den gesamten Körper wandern können) in den Augen und die daraus resultierenden Entzündungen. Nach einer langsamen Eintrübung des Auges erblinden Betroffene vollständig und irreversibel.

## Infektionsweg

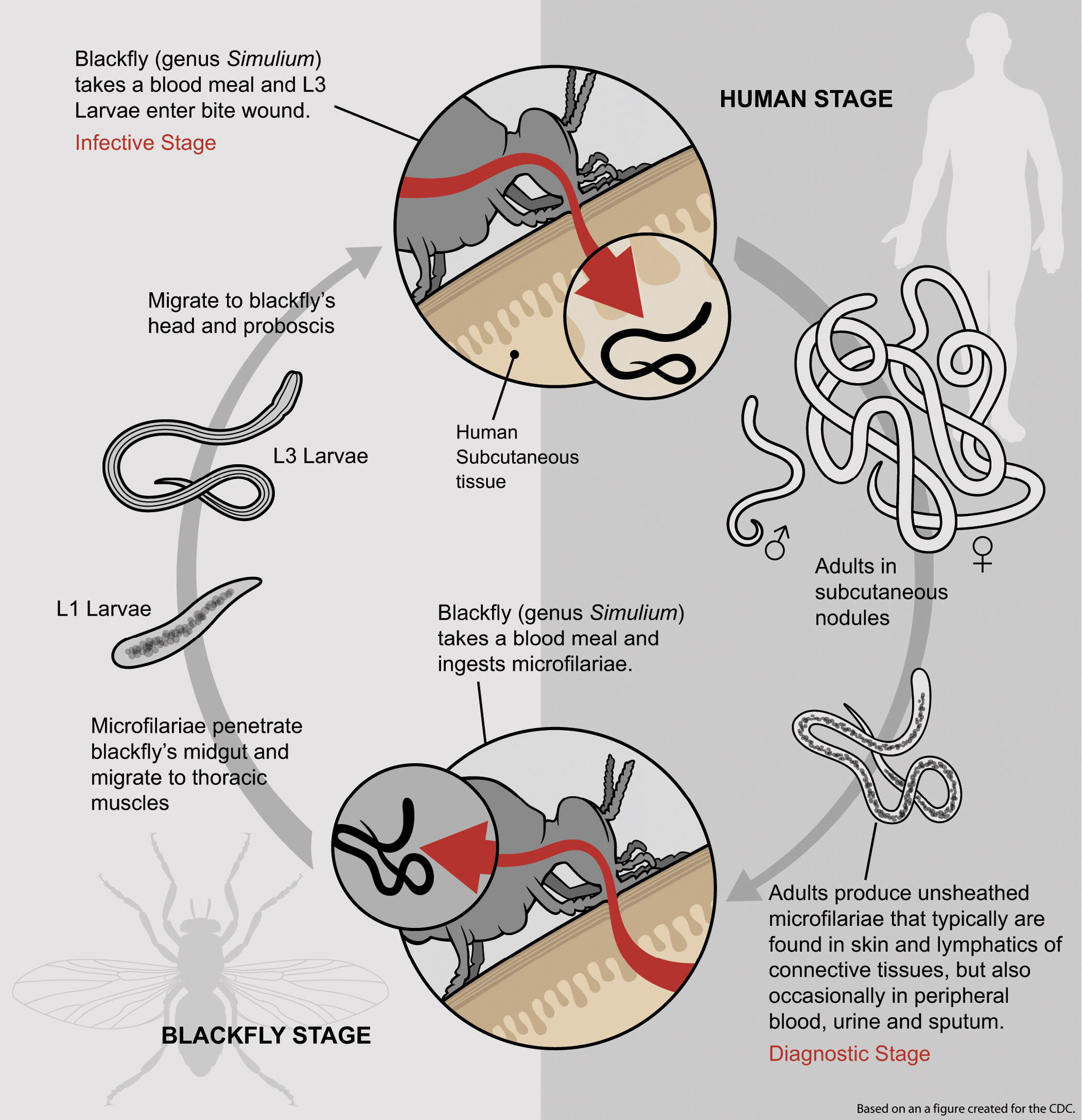
Lebenszyklus von Onchocerca volvulus

Krankheitsüberträger der Onchozerkose sind Kriebelmücken der Gattung Simulium, etwa S. damnosum und S. neavei in Afrika und S. callidum und S. metallicum in Mittelamerika, ferner S. ochraceum in Mittel- und Südamerika. Die blutsaugenden Kriebelmücken fungieren als Zwischenwirte, die von erkrankten Menschen Mikrofilarien aufnehmen. In den Mücken entstehen aus den Mikrofilarien Wurmlarven, mit denen sie beim Blutsaugen wiederum Menschen infizieren. Nach der Übertragung der Wurmlarven auf den Menschen dauert es über zehn Monate, bis sich daraus geschlechtsreife Fadenwürmer entwickeln. Die Fadenwürmer, die eine Lebensdauer von bis zu 17 Jahren haben, lagern sich als Parasiten im Bindegewebe ein und erzeugen Mikrofilarien. Die ausgewachsenen männlichen und weiblichen Würmer leben meist zu mehreren verknäuelt in bis zu 5 cm großen Onchozerkomen in der Unterhaut, während die sehr kleinen Mikrofilarien das Bindegewebe durchströmen. Man trifft die Mikrofilarien jedoch auch in den Augen an, wo sie Sehbehinderungen bis Erblindungen verursachen können.
Der Ausdruck Flussblindheit lässt sich von dem Vorkommen der Krankheit, meist in der Nähe von Fließgewässern, ableiten. Grund hierfür ist die Tatsache, dass die Larven der Kriebelmücke in solchen Gewässern aufwachsen und im adulten Stadium Warmblüter in der näheren Umgebung aufsuchen.

## Therapie
Durch Behandlungen mit Ivermectin, das die Mikrofilarien abtötet, und Suramin zur Bekämpfung der Adultwürmer ist eine vollständige Heilung möglich. Suramin ist die Wirksubstanz des 1916 von Oskar Dressel und Richard Kothe synthetisierten Germanin, dem ersten Heilmittel gegen die Schlafkrankheit und andere durch Trypanosomen verursachte Erkrankungen.
Ein neuer Ansatz in der Bekämpfung der Onchozerkose besteht in der Gabe eines Antibiotikums (Doxycyclin). Dieses ist gegen die für den Fadenwurm essenziellen Endosymbionten der Gattung Wolbachia gerichtet. Eine sechswöchige Behandlung mit Doxycyclin bewirkt die Sterilisation der weiblichen Würmer.

## Bekämpfung

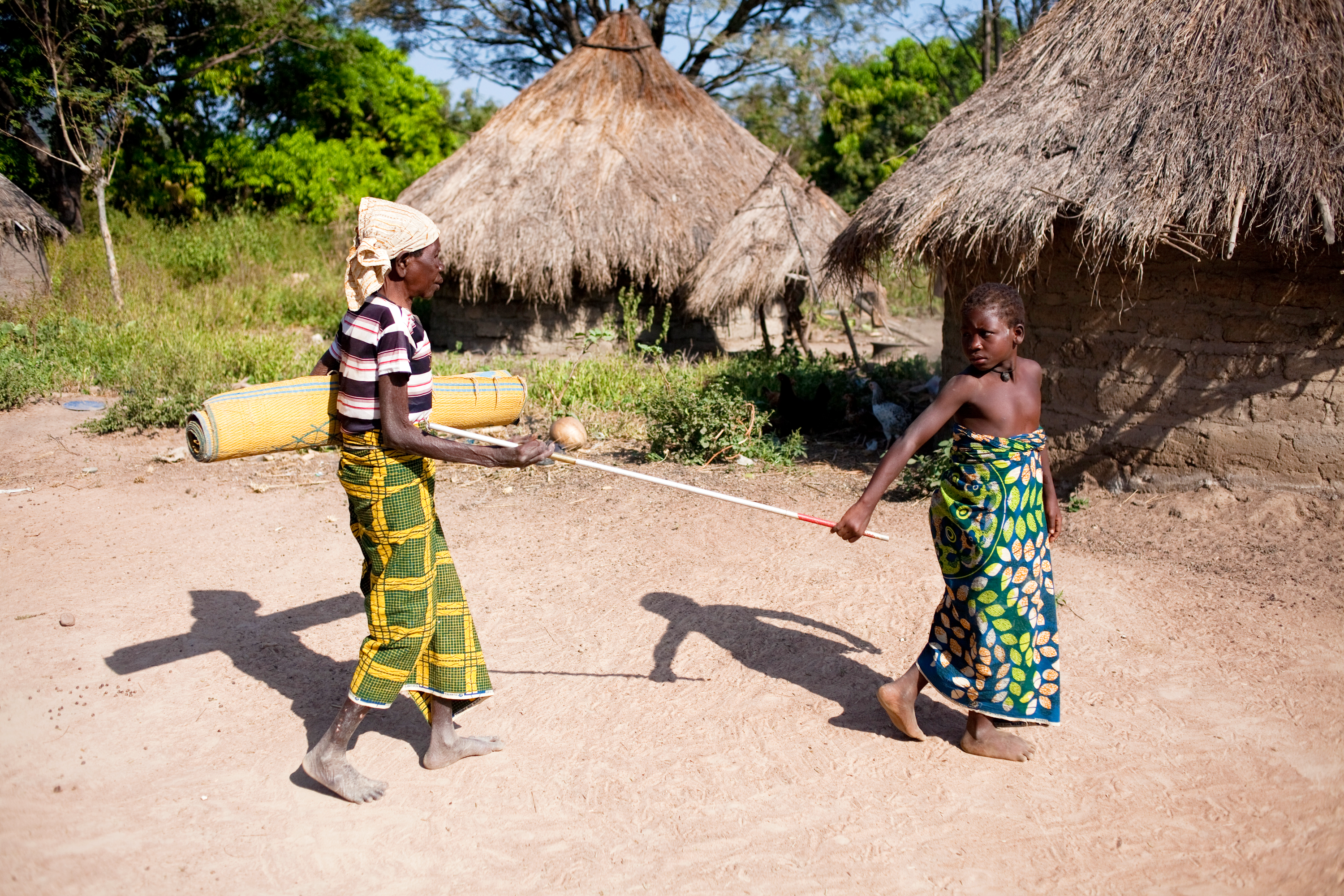
Kind führt eine durch Onchozerkose erblindete Angehörige

Anfang der 1970er Jahre kam es in Afrika zu einem starken Anstieg der Krankheitsfälle, besonders in Burkina Faso. Neben den schweren gesundheitlichen Folgen entwickelte sich zunehmend ein ökonomisches Problem, da viele fruchtbare Flusstäler verlassen wurden und dieses zu Einbußen in der Nahrungsproduktion und sozialen Problemen führte. Unter Mitwirken der Weltgesundheitsorganisation wurde seit 1974 das Onchocerciasis Control Programme (OCP) zur Bekämpfung ausgetragen, anfänglich in den sieben westafrikanischen Staaten Benin, Burkina Faso, Ghana, Elfenbeinküste, Mali, Niger und Togo. Zehn Jahre später schlossen sich Guinea, Guinea-Bissau, Senegal und Sierra Leone dem Programm an. Lange war kein geeignetes Medikament bekannt, die Behandlung der Onchozerkose erfolgte mit Diethylcarbamazin,  welches massive Nebenwirkungen, wie z. B. die Mazzotti-Reaktion, hat. Kern des Programms war die großflächige Bekämpfung der Larven der Kriebelmücke mit Insektiziden bzw. Larviziden und die neuerliche Besiedlung der Ufergebiete. Ab 1988 erfolgte die Behandlung mit dem Wirkstoff Ivermectin bzw. dem Medikament Mectizan®. Das Programm wurde 1995 in African Programme for Onchocerciasis Control (APOC) umbenannt und auf 24 Staaten erweitert. Bis 2012 wurden über 100 Millionen Menschen behandelt und 95 % der Fläche der betroffenen Regionen abgedeckt.
1992 wurde ein Programm zur Bekämpfung der Onchozerkose auf dem amerikanischen Kontinent initiiert, wo sie 2011 noch in sechs Staaten (Brasilien, Kolumbien, Ecuador, Guatemala, Mexiko, Venezuela) in 13 Einzelherden vorkam. Dieses war so erfolgreich, dass in mehreren Staaten die Ausrottung der Krankheit bestätigt werden konnte (Kolumbien 2013, Ecuador 2014, Mexiko 2015). Im September 2015 gab das Programm bekannt, dass Onchozerkose auf dem amerikanischen Kontinent nur noch in einem abgelegenen Grenzgebiet von Brasilien und Venezuela vorkommt.
2015 erhielten William C. Campbell und Satoshi Ōmura den Medizin-Nobelpreis für die Entdeckung des Arzneistoffes Avermectin, der gegen Fadenwürmer wirkt und wesentlicher Bestandteil der Bekämpfung der Onchozerkose ist.
In der neuen Roadmap der Weltgesundheitsorganisation ist die Bekämpfung von Onchozerkose wieder enthalten,
Das in London 2012 formulierte Ziel, die Erkrankung durch Bereitstellung von Medikamenten bis 2020 unter Kontrolle zu bringen, wurde jedoch nicht erreicht (siehe hierzu auch
Maßnahmen zur Bekämpfung vernachlässigter tropischer Krankheiten).